# Ninzo Matsumura
Pour les articles homonymes, voir Matsumura.
Jinzô Matsumura (松村 任三, Matsumura Jinzô), ou Ninzo Matsumura, est un botaniste japonais, né le 14 février 1856 dans la préfecture d'Ibaraki et mort le 4 mai 1928.

## Biographie
Originaire d’une famille de samouraï, il s’intéresse très tôt à la botanique. À trente ans, il part étudier à Wurtzbourg et à Heidelberg (1886-1888). En 1883, il devient professeur assistant de botanique à l’université de Tokyo, en 1890, il devient professeur et en 1897 directeur du jardin botanique. Il participe à la préparation de l’Unabridged Japanese-English Dictionary (1896) de Francis Brinkley (1841-1912). Il est l’auteur de nombreuses publications sur la flore du Japon.

## Liste partielle des publications
- Nomenclature of Japanese Plants in Latin, Japanese, and Chinese (1884)
- Names of Plants and their Products in English, Japanese, and Chinese (1892)
- Conspectus of Leguminosœ (1902)
- Index plantarum Japonicarum: Cryptogamœ (1904)
- Phanerogamœ (1905)
- Avec Keisuke Itō (1803-1901), Tentamen Florœ Lutchuensis (1899)
- Avec Itō, Rivisio Alni Specierum Japonicarum (1902)
- Avec Bunzō Hayata (1874-1934), Enumeratio Plantarum in Insula Formosa Sponte Crescentium (1906)